# 吉江景資
吉江景資（1527年—1582年7月21日），日本戰國時代至安土桃山時代的武將。越後國守護代兼戰國大名長尾氏（上杉氏）家臣。吉江城城主。父親是吉江宗信（『上杉年譜』。亦有說法指宗信和景資是同一人物）。

## 生平
在大永7年（1527年）出生。以旗本身份仕於上杉謙信，在謙信向關東地方和越中國出兵時，擔任春日山城留守居役軍監等。永祿10年（1567年），負責守備下野國唐澤山城。在天正年間開始，於能登、越中轉戰。
天正6年（1578年），在謙信死後，與吉江一族守備的越中被織田家的重臣攻略北陸地方的柴田勝家軍團侵攻，雖然與一族一同奮戰，在本能寺之變翌日天正10年（1582年）6月3日，在魚津城與父親宗信、長子寺島長資、次男中條景泰一同自殺。享年55歲。不過在「魚津在城眾十二名連署狀」中，沒有景資的名字，留下很大疑問。家督由遺兒長忠繼承。

## 人物
- 受到上杉謙信深厚信賴。

- 在『戰國人名辭典』（戦国人名辞典）中，吉江景資項的執筆者福原圭一基於花押的形狀，以宗信與景泰的父親景資為同一人物。而在『上杉年譜』和『越佐史料』中，則以兩人為父子。另一方面，金子拓基於各書狀之間的比較，認為景資（織部佑）和宗信（常陸入道宗誾）是不同人物，因此支持『越佐史料』的說法。

## 登場作品
小說
- （作者：佐伯光太郎，2010年，文藝社）